# Zuid-Piceens
Het Zuid-Piceens was een Italische taal die behoort tot de Sabellische groep en gesproken werd door de Sabijnen.
De taal is bekend uit een vijftigtal inscripties in het Italisch alfabet. Omdat het volk evenwel zijn eigen versie van dit alfabet hanteerde kent het veel tekens die in andere talen niet gebruikt worden. Pas in 1985 werd de taal overtuigend ontcijferd; toen werd duidelijk dat het hier om een taal ging die noch Oskisch, noch Umbrisch was, hoewel met beide sterk verwant.
Het Zuid-Piceens ontleent zijn naam aan de vindplaats van de meeste inscripties, Picenum. Andere inscripties werden onder meer aangetroffen in Campania en Lucania, alsmede in Cures, de hoofdstad van de Sabijnen. Ook op de Strijder van Capestrano is een inscriptie in het Zuid-Piceens aangetroffen.
Het Noord-Piceens, dat eveneens aangetroffen werd in Picenum alsmede in enkele plaatsen noordelijk daarvan, is niet met het Zuid-Piceens verwant en behoort naar alle waarschijnlijkheid niet tot de Indo-Europese talen.